# Bulweria bulwerii

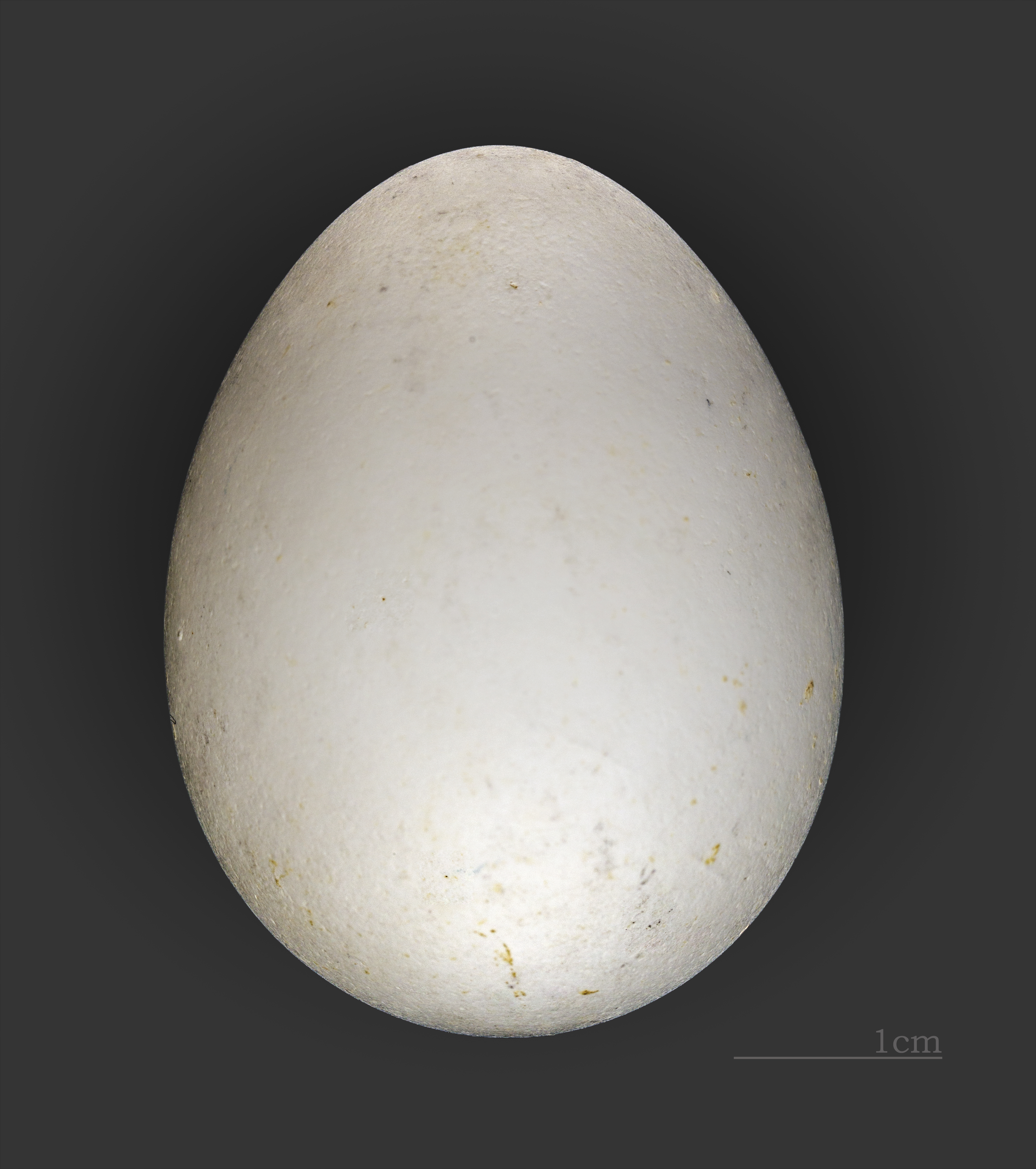
Bulweria bulwerii

Bulweria bulwerii là một loài chim trong họ Procellariidae.
Loài này ầi 25–29 cm và sải cánh dài 78–90 cm. Bộ lông mùa sinh sản chủ yếu màu nâu, nó có đuôi dài và nhọn. Loài chim biển này sinh sản từ bắc Đại Tây Dương, chúng sinh sản thành từng đàn ở trên các đảo ở quần đảo Cabo Verde Azores, quần đảo Canaria và quần đảo Madeira.